# Enel Distribución São Paulo
Enel Distribuição São Paulo (Enel Distribución São Paulo), conocida anteriormente como Eletropaulo Metropolitana y AES Eletropaulo, es una empresa de distribución de energía eléctrica con actuación en el estado de São Paulo, con sede en Barueri.
También fue conocida sólo como Eletropaulo, una empresa estatal extinta, de la cual la Enel Distribución São Paulo era parte antes de ser privatizada.

## Historia
A partir de 1995, el Gobierno del Estado de San Pablo creó el Programa Estatual de Privatización, para iniciar un proceso de privatización de incontables empresas estatales de São Paulo, además de tramos de carreteras y ferrocarriles.
Una de las empresas era Eletropaulo Metropolitana, una de las empresas más rentables del bloque, responsable por la operación de servicios de energía eléctrica en la capital de São Paulo y parte de la región metropolitana. La Eletropaulo Metropolitana fue privatizada en 1999: el control acionário de la Eletropaulo Metropolitana fue compra do en 15 de abril de 1998, a través de subasta, por la Lightgás, consorcio formado por las empresas americanas AES Corporation, Houston Industries Energy, Inc. (la actual Reliant Energy), por la francesa Électricité de France (EDF) y por la brasileña Compañía Siderúrgica Nacional (CSN).
El día 4 de junio de 2018, Enel Brasil compró 73,38% de las acciones de la Eletropaulo, por R$ 5,55 mil millones. Con el negocio, realizado por medio de subasta en la B3, el grupo europeo se hizo líder en la distribución de energía eléctrica en América Latina, atendiendo 17 millones de clientes en Brasil. 
Con el cambio en su estructura accionaria, la Eletropaulo pasó a llamarse Enel Distribuição São Paulo desde 3 de diciembre de 2018.

## Área de concesión
El área de concesión de la Enel Distribución São Paulo comprende 24 municipios del estado de São Paulo, incluyendo la más grande ciudad de Brasil: São Paulo, Pirapora del Bueno Jesus, Cajamar, Santana de Parnaíba, Barueri, Osasco, Carapicuíba, Jandira, Itapevi, Vargem Grande Paulista, Cotia, Taboão de la Sierra, Embu de los Artes, Itapecerica de la Sierra, Son Lourenço de la Sierra, Embu-Guaçu, Juquitiba, Diadema, Son Caetano del Sur, Son Bernardo del Campo, Santo André, Río Grande de la Sierra, Ribeirão Pires y Mauá.